# Hauptstraße 106 (Bergheim)

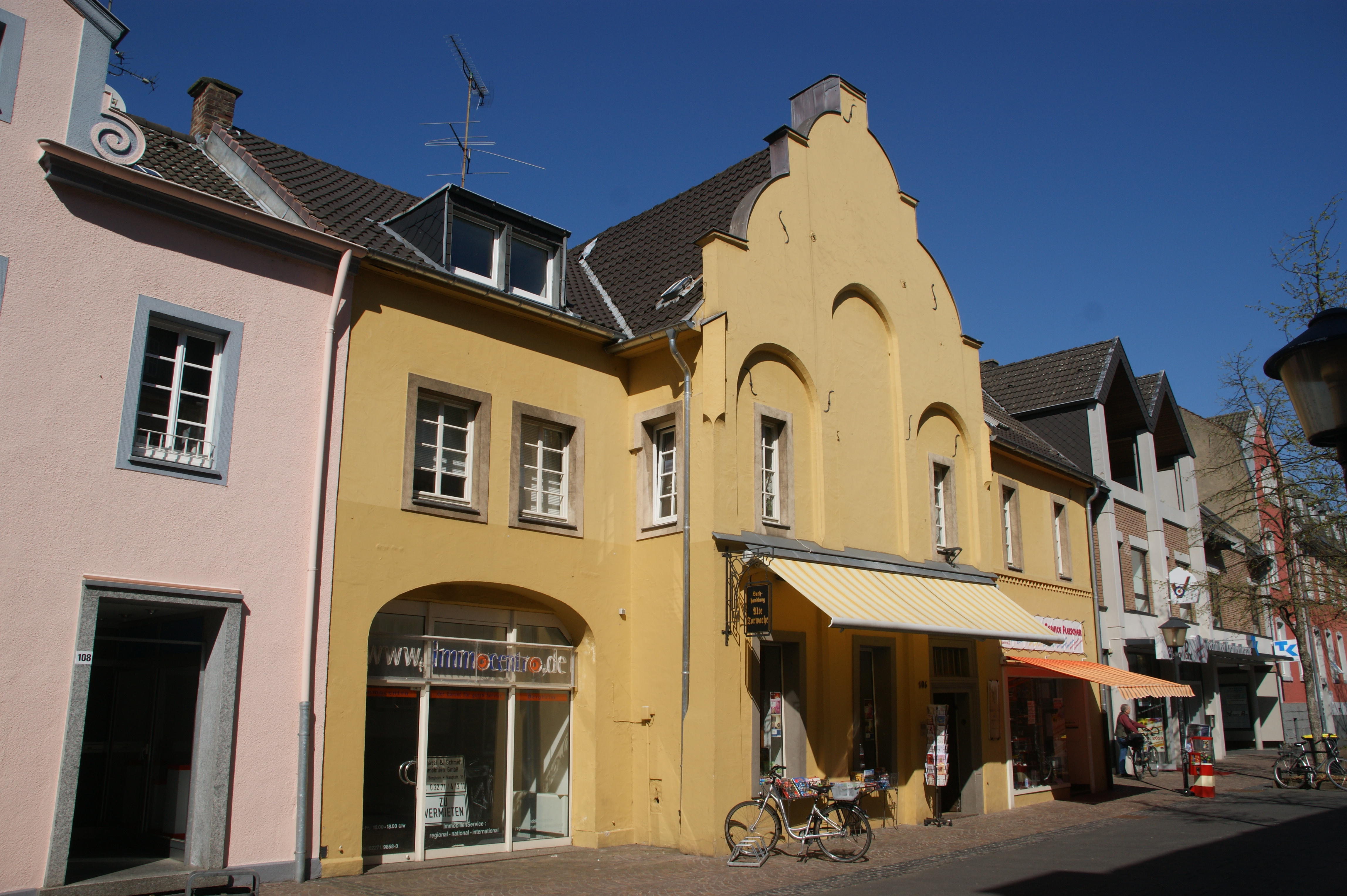
Das älteste Wohnhaus in Bergheim

Das Haus in der Hauptstraße 106 in Bergheim wurde im 16. Jahrhundert errichtet und gilt damit als das älteste noch bestehende Wohnhaus der Kreisstadt Bergheim.

## Das älteste Haus der Stadt
Das spätgotische Haus dürfte zu Beginn des 16. Jahrhunderts erbaut worden sein und überstand die Zerstörung Bergheims 1542. Die beiden zurückgesetzten Anbauten sind jünger. Das Gebäude besteht aus Backstein und trägt einen gelben Verputz. Die Fassade wird unterhalb des abgestuften und geschweiften Giebels durch gestaffelte Blenden gegliedert. An den beiden Seiten ist jeweils eine Schießscharte zu erkennen.
Beim Ausheben der Baugrube für den Neubau des Nachbarhauses wurde herausgefunden, dass das Gebäude ursprünglich von einem Wassergraben umgeben war. Die Bewehrung des Hauses durch Schießscharten und Wassergraben deutet darauf hin, dass das Haus zur Stadtbefestigung gehörte.
Vom 18. Jahrhundert bis heute wurde das Haus unterschiedlich genutzt. 1799 wohnte hier der Bäcker Reiner Brockes. Im Adressbuch von 1911 verzeichnet den Fuhrmann Jakob Heikamp als Bewohner des Hauses. 1919 erstanden die Brüder Bernhard und Josef Bittner, die vorher in Bergheimerdorf wohnten, das Gebäude. Der Malermeister Josef Bittner nutzte das Haus nicht nur als Wohnung, sondern auch für seine Malerwerkstatt, das neben der Haustür angebrachte Schild weist heute noch auf deren Gründungsjahr 1909 hin. Der Sohn Herbert Bittner führte das Malergeschäft weiter.